# اوزان‌جیک (اورتاکوی)
اوزان‌جیک (به ترکی استانبولی: Ozancık) یک منطقهٔ مسکونی در ترکیه است که در اورتاکوی (آق‌سرای) واقع شده‌است.